# Glenelly River
Glenelly River är ett vattendrag i Storbritannien.   Det ligger i riksdelen Nordirland, i den västra delen av landet, 600 km nordväst om huvudstaden London.